# この街のどこかで
「この街のどこかで」（このまちのどこかで）は、平松愛理の21枚目のシングル。発売日は1997年9月3日。

## 解説
表題曲の「この街のどこかで」はフジテレビ系『金曜エンタテインメント』メインテーマ。
カップリングの「それなりの明日」は、映画「OL忠臣蔵」主題歌。
アルバム「fine day」には表題曲、カップリング曲ともにアルバムバージョンで収録されている。

## 収録曲
全作詞・作曲：平松愛理　編曲：清水信之
1. この街のどこかで
2. それなりの明日
3. この街のどこかで（オリジナル・カラオケ）
4. それなりの明日（オリジナル・カラオケ）